# الخبز البربري
الخبز البربري (بالفارسية: نان بربری) (بالإنجليزية: Barbari bread)‏، أسم هذا الخبز مشتق من قبيلة البربر (الهزارة) التي كانت تعيش على الحدود بين إيران وأفغانستان. في نهاية العصر القاجاري بدأ بعض البربر في خبز هذا الخبز في طهران وشاعوه. الهزارة خراسان كانوا يعرفون بأسم البربر حتى الفترة البهلوية الأولى، ثم تغيير هذا الأسم إلى الشرقي بناء على الاقتراح والقرار الرسمي للحكومة الإيرانية في ذلك الوقت
ويعود الطعم والرائحة المميزة لهذا الخبز إلى استخدام مزيج من الماء وكمية قليلة خميرة الخباز التي يفركها الخباز على عجينة الخبز قبل الخبز.
كما أنه في بعض الأحيان أثناء طهي هذا الخبز، يُضاف إليه بعض السمسم، مما يُضاعف سعره (حتى مرتين). إن القيام بذلك سيجعلك تشعر فقط بطعم السمسم في فمك بدلاً من الطعم الحلو والممتع للخبز البربري. عادةً يقوم الخبازون بإضافة السمسم فقط لتحقيق المزيد من الربح، ولسوء الحظ في بعض الحالات يتسببون في استياء العملاء من خلال بيع السمسم قسراً.

## تاريخ
في منتصف عام 1269 إلى 1279 سنة شمسية، هاجرت مجموعة من الهزارة من بربرستان أو منطقة هزاراجات في أفغانستان إلى شرق إيران. ولذلك عرفت هذه القبيلة بالبربر أو البربر في إيران. في البداية كان خبز البربر يُخبز في الفرن على يد بربر خراسان ، ثم انتقل إلى طهران وانتشر تدريجيًا في جميع أنحاء البلاد خلال فترة القاجار. يُعرف خبز مشابه بين الهزارة في كابول باسم خبز بانجيكاش (پنجه‌کَش). كما ان الحلوى البربرية [الفارسية] في مشهد لها نفس أصل أسم الخبز البربري.

في مذكرات مونس الدولة التي كتبت في أواخر العهد القاجاري نقرأ:
"كان خلف قصر المسعودية حي وتكية كان يطلق عليها رأس البرابرة. كان أحد أطراف هذا الحي يقع في شارع إكباتان اليوم - شارع باغ فاهيش في تلك الأيام - وكان أحد أطرافه في شارع شيراغباروق. وكان أغلب أهل هذا الحي من قبيلة أمازيغية، وكانت نساؤهم يخبزون الخبز البربري ويبيعه رجالهم"

## الشكل والمظهر
في الوقت الحاضر يتم خبز الخبز البربري بشكل تقليدي وميكانيكي في شكل بيضاوي، بطول 70-80 سم وعرض 20-30 سم وسمك 3-3.5 سم.

## خصائصه الغذائية
- تتمتع أنواع الخبز كبيرة الحجم مثل الخبز البربري بقدرة تخزينية أكبر وأكثر ملاءمة من حيث التغذية. لأنه يتم استخدام مواد علاجية طبيعية فيها، وعادةً ما تكون الفيتامينات والمعادن والبروتينات الموجودة في هذه الخبز أعلى.
- وفي الخبز الصناعي يتمتع خبز السنجاك [الفارسية] والبربري بالخصائص الأكثر بين أنواع الخبز الأخرى؛ ويرجع هذا التفوق إلى ان أنواع الأخباز الأخرى خالية من النخالة.
- كان يستخدم في الماضي دقيق الدخن في عجينة الخبز البربري، مما جعل الخبز يدوم لفترة أطول ويتمتع بجودة أفضل.

الخبز المصنوع من دقيق الدخن يقوي المعدة ويحسن التهابات المعدة والأمعاء.
- بالإضافة إلى ذلك، فإن الخبز البربري مع دقيق الدخن يشفي أيضًا قرحة المعدة والكلى.

## معرض الصور

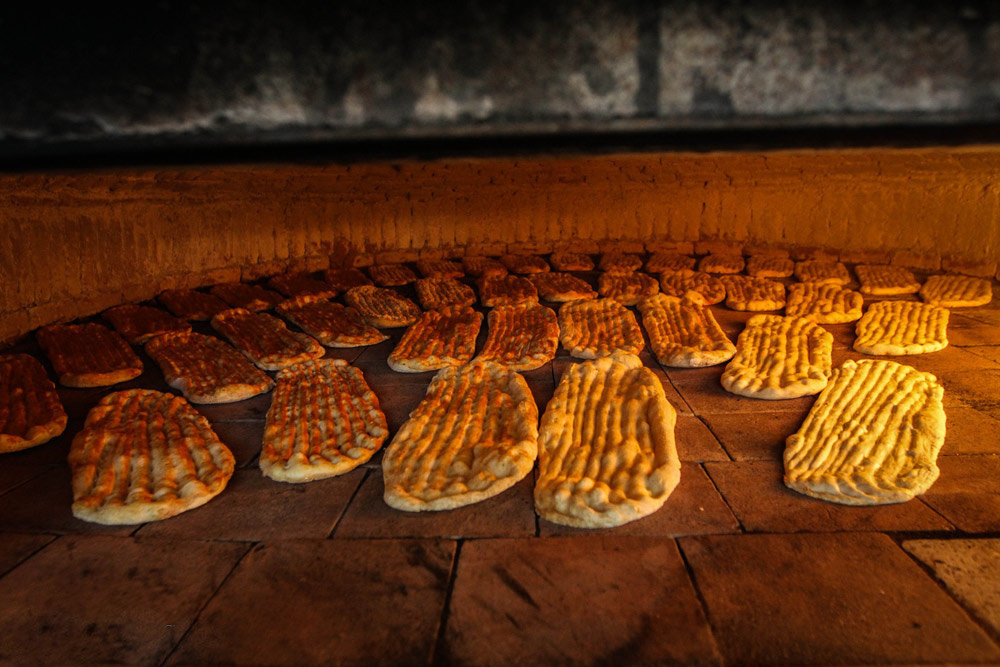
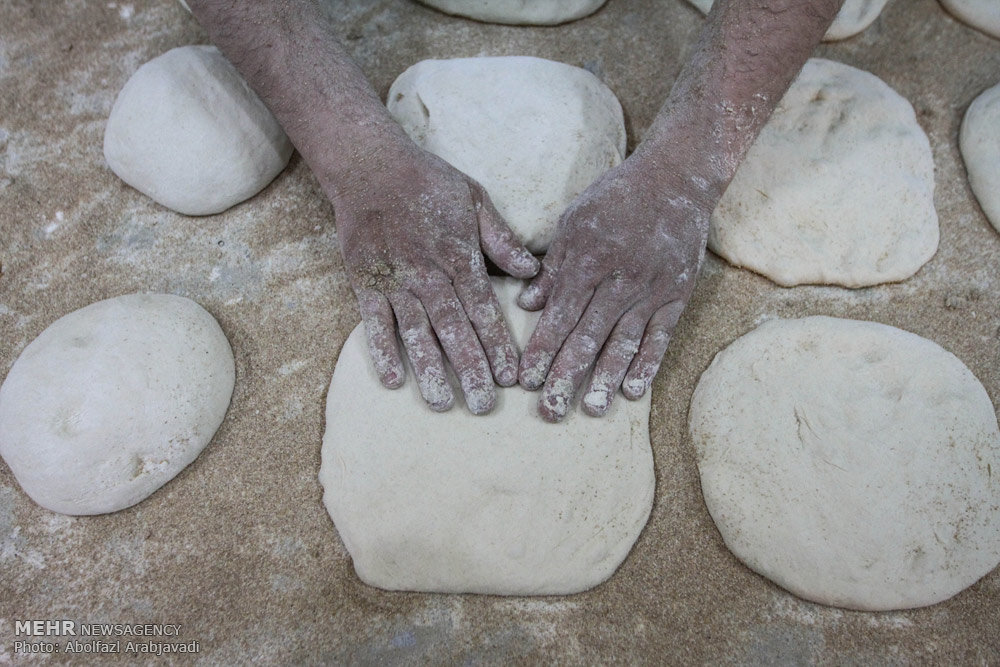
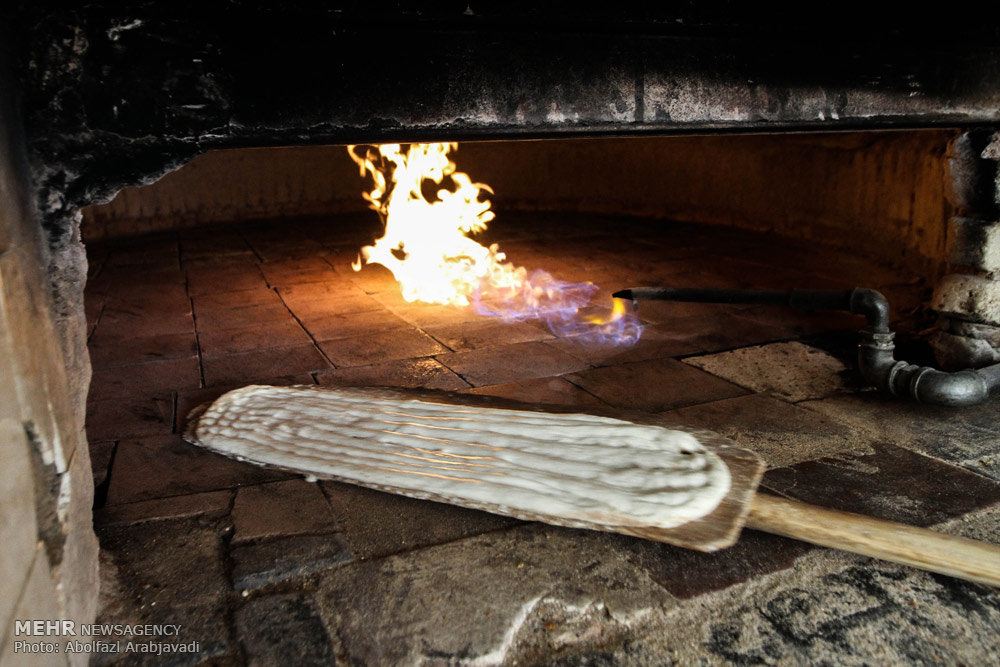
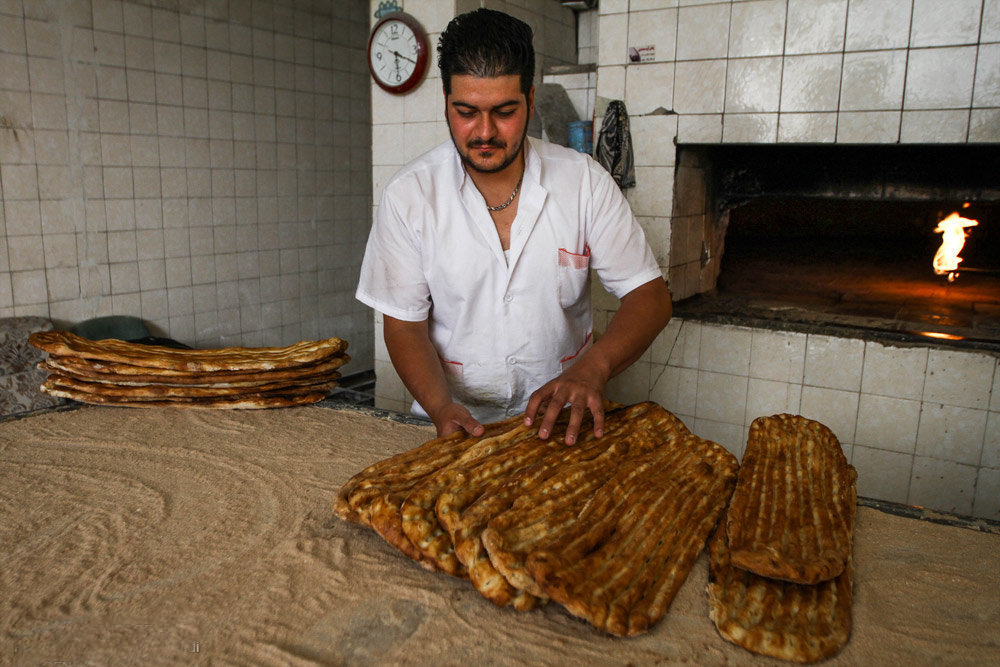
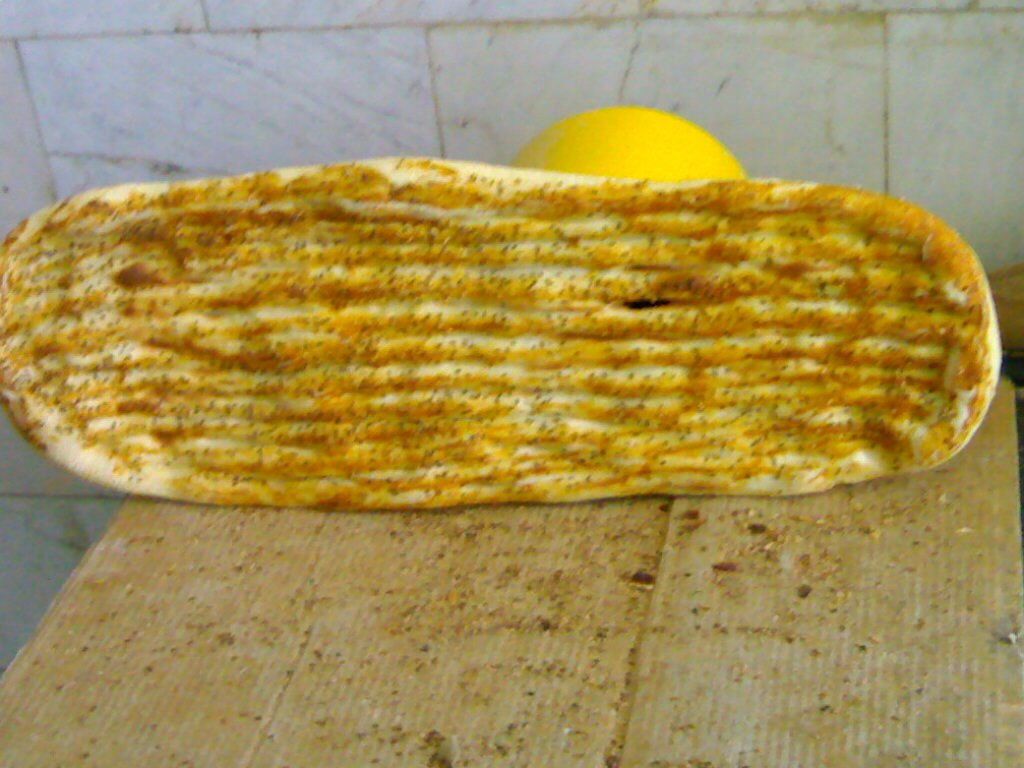
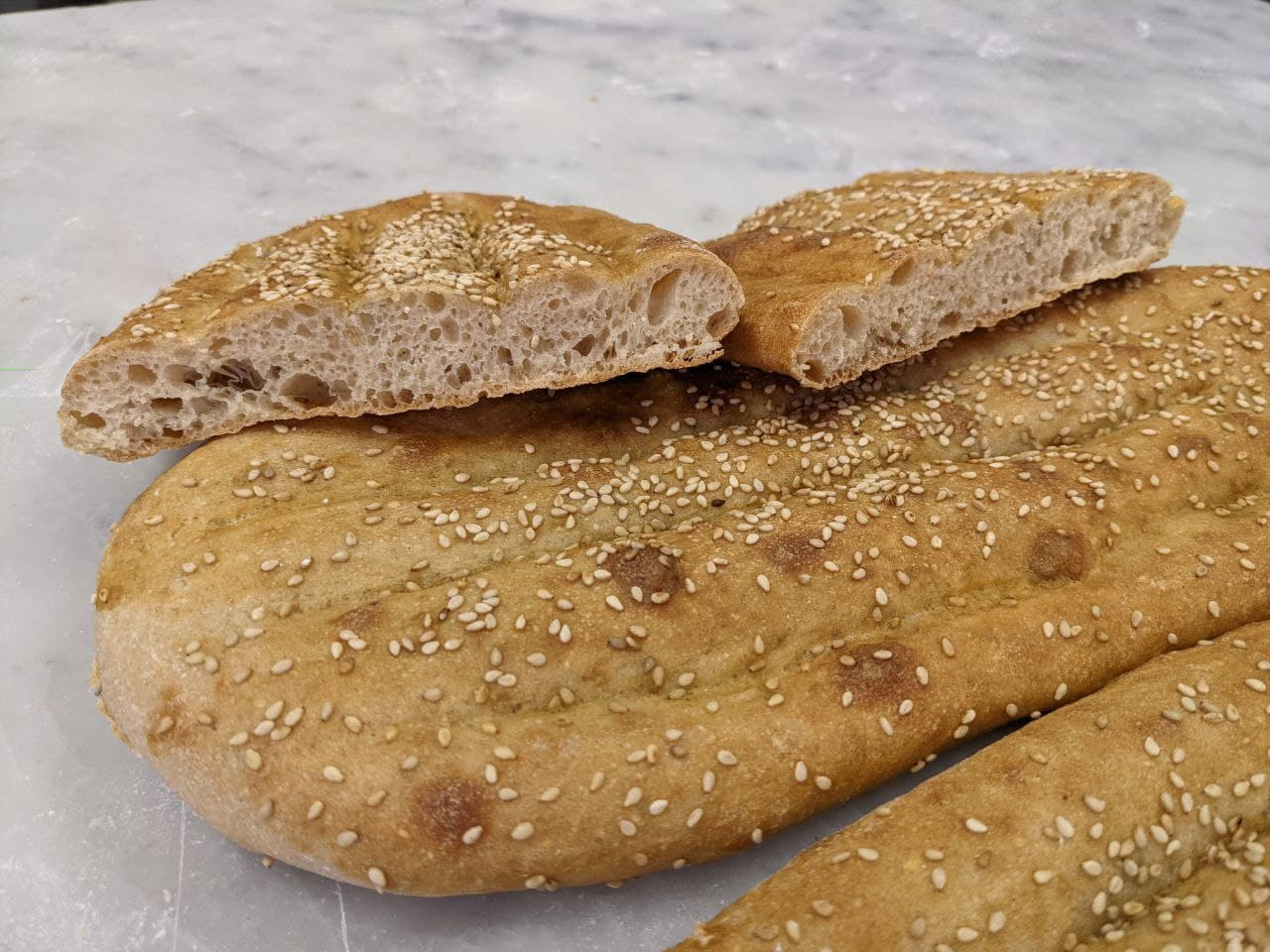
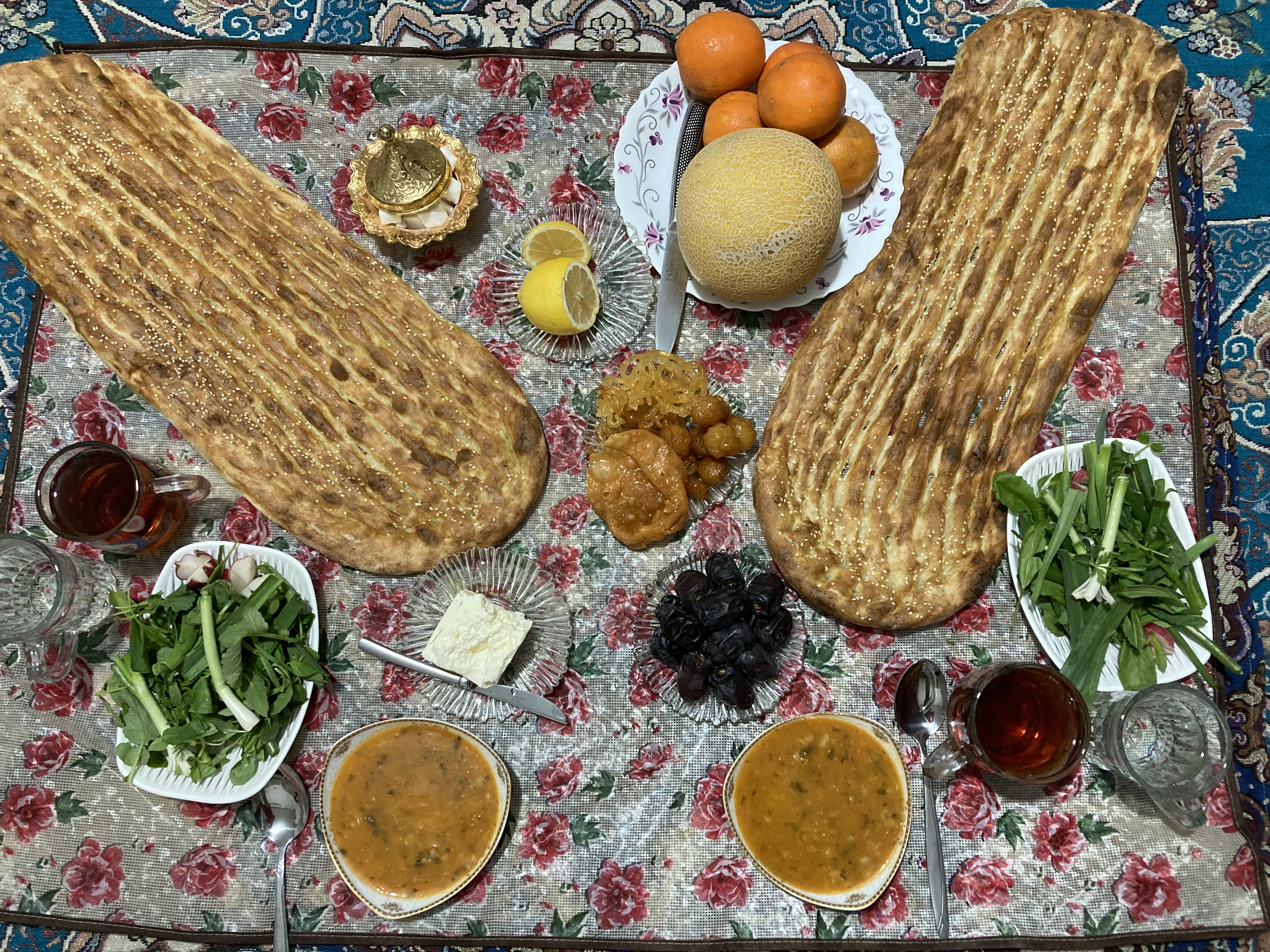
الخبز البربري على مائدة إفطار شهر رمضان.
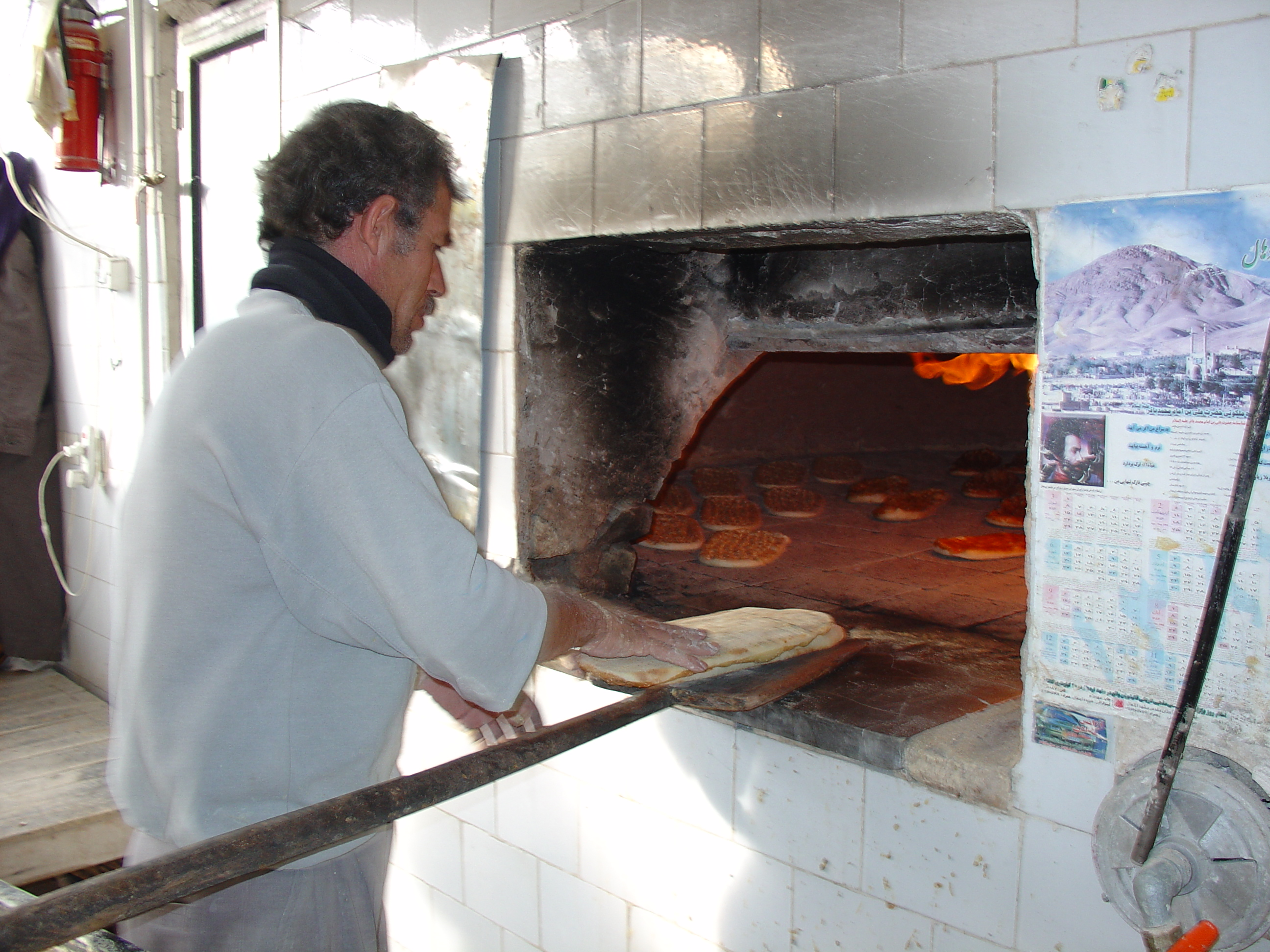
خباز يقوم بخبز الخبز البربري.